# واوترس‌واوده
والترزوالد (به هلندی: Wouterswoude) یک منطقهٔ مسکونی در هلند است که در دانتومادیل واقع شده‌است. والترزوالد ۹۲۰ نفر جمعیت دارد.